# Leones de León
Los Leones de León es un equipo de béisbol profesional con sede en la ciudad de León, Nicaragua. Participan en varias ligas a lo largo del año, como el Campeonato Germán Pomares Ordóñez U23, el Campeonato de Primera División Comandante Germán Pomares Ordóñez (GPO) y la Liga Nicaragüense de Béisbol Profesional (LBPN). A partir de la temporada 2024-2025 de la LBPN, los Leones juegan sus partidos de local en el nuevo estadio Rigoberto López Pérez .

## Historia
El nombre del equipo Leones surge como un tributo al nombre de la ciudad de Santiago de los Caballeros de León, a la cual representan. A lo largo de su historia, el equipo ha experimentado varios cambios de nombre, como San Felipe, Mets de San Felipe y Mets de León, entre otros. Debido a estos cambios, algunas personas no cuentan los títulos ganados por estas franquicias como parte de la historia oficial de los Leones de León. No obstante, hasta hoy, los Leones son el equipo con más títulos en la historia del béisbol nicaragüense.
El equipo ha conseguido un total de 13 títulos de primera división, siendo el más exitoso en la historia de este campeonato. Su título más reciente fue en la temporada 2019, cuando derrotaron a sus máximos rivales, los Indios del Bóer.
En la LBPN, los Leones han ganado 8 trofeos: dos durante la primera etapa de la liga (1956-1967) y seis en la nueva era del béisbol profesional (a partir de 2004). Fueron los primeros campeones de esta nueva etapa, al vencer en siete juegos a los Tigres de Chinandega en la temporada 2004-2005. Su último campeonato llegó en la temporada 2024-2025, cuando se coronaron campeones del XX Campeonato Claro de Béisbol Profesional Nacional, tras vencer al Tren del Norte. En una serie final histórica, lograron remontar una desventaja de 1-3 con tres triunfos consecutivos.
Los Leones de León son sinónimo de coraje y determinación, cualidades que los han convertido en un equipo legendario dentro del béisbol nicaragüense. Son reconocidos por su capacidad para remontar marcadores adversos, ya sea en el transcurso de un juego o en las series más complicadas. El equipo honra su esencia y la frase que representa el espíritu de la ciudad: “León puede ser abatido, pero nunca vencido”.

## Rivalidades
Los Indios del Bóer son los más grandes rivales de los Leones de León, habiendo intercambiado batazos en una gran cantidad de encuentros tanto en temporada regular como en instancias de playoff. Este enfrentamiento, conocido como el "Clásico del Béisbol Nicaragüense", atrae a una gran cantidad de fanáticos a los estadios.
La rivalidad entre ambos equipos es la más longeva del béisbol en Nicaragua, remontándose a la primera etapa de la liga profesional y continuando hasta el presente, pasando por torneos en los años 60 e incluyendo la creación del torneo de primera división. En este torneo, los Leones y los Indios del Bóer se han enfrentado en tres ocasiones en finales, con el equipo leonés coronándose campeón en las tres.
El primer enfrentamiento por el título ocurrió en 1997, cuando los Indios llegaban como los grandes favoritos frente a la tropa dirigida por Noel Areas. Los Leones ganaron la serie en siete juegos, a pesar de perder tres encuentros consecutivos después de haber ganado los dos primeros. León, estando contra las cuerdas, se recuperó y ganó los dos juegos restantes, coronándose en el antiguo Estadio Dennis Martínez, en lo que fue una de las mayores sorpresas del béisbol nicaragüense.
En la temporada de 2001, ambos equipos se volvieron a encontrar en la final. En esta ocasión, los pronosticos eran más equilibrados, con León destacando en el pitcheo y los Indios por su explosivo bateo. Los Leones, dirigidos por Davis Hodgson, empezaron perdiendo los dos primeros juegos, pero lograron ganar cuatro encuentros consecutivos, consiguiendo su undécimo título de los Pomares en el Estadio Héroes y Mártires de Septiembre.
Tras una sequía de 6,016 días sin levantar un título de primera división y luego de perder las tres finales anteriores, los Leones enfrentaron por tercera vez a los Indios del Bóer en una final. Los Indios, que habían remontado la serie ante los Dantos, llegaban con un buen momento a la final. El primer juego, disputado en el Estadio Dennis Martínez, fue para los Leones, quienes también ganaron el segundo en el Héroes y Mártires de Septiembre. Aunque los Indios se llevaron el tercer juego en Managua, los Leones al mando de Sandor Guido ganaron los dos siguientes, coronándose en el nuevo Estadio Dennis Martínez frente a más de 8,000 fanáticos leoneses que viajaron a la capital.

## Palmarés
| Competición                                                      | Títulos                                                                         | Total |
| ---------------------------------------------------------------- | ------------------------------------------------------------------------------- | ----- |
| Campeonato de Primera División Comandante Germán Pomares Ordoñez | 1973 1974 1976 1981 1983 1984 1986 1990 1997 1999 2001 2003 2019                | 13    |
| Liga de Béisbol Profesional Nacional                             | 1957-1958 1959-1960 2004-2005 2009-2010 2018-2019 2019-2020 2021-2022 2024-2025 | 8     |
| Serie Latinoamericana                                            | 2019                                                                            | 1     |
| Campeonato Germán Pomares Ordóñez U23                            | 2018                                                                            | 1     |
| Serie Panamericana                                               | 1958                                                                            | 1     |
| Otras ligas (no avalado por FENIBA)                              | 1939 1943 1960 1962 1963 1964 1967 1968                                         | 8     |
| Total                                                            | Total                                                                           | 32    |

## Instalaciones
Los Leones de León han disputado la mayoría de sus encuentros en el estadio Héroes y Mártires de Septiembre, ubicado en el barrio San Felipe. Sin embargo, para el inicio de la temporada 2024-2025 de la Liga de Béisbol Profesional Nacional (LBPN), el equipo se trasladará al nuevo estadio Rigoberto López Pérez, inaugurado el 27 de septiembre de 2024. La apertura del estadio se celebró con una serie de tres juegos entre la selección Sub-23 de Nicaragua y los Senadores de Caracas.
Durante el campeonato de primera división, los Leones también utilizan sedes alternativas ubicadas dentro del departamento de León.
| Estadio                                                    | Ubicación       | Tipo                   |
| ---------------------------------------------------------- | --------------- | ---------------------- |
| Estadio Rigoberto López Pérez                              | Léon, Nicaragua | Próxima sede principal |
| Estadio Héroes y Mártires de Septiembre                    | León, Nicaragua | Sede principal         |
| Estadio Mario Agapito Treminio                             | Malpaisillo     | Sede alterna           |
| Estadio municipal de béisbol Juan Ramón Blancher Campanela | El Sauce        | Sede alterna           |
| Estadio municipal de Nagarato                              | Nagarote        | Sede alterna           |